# Приключенията на бавачката
„Приключенията на бавачката“ (на английски: Adventures in Babysitting) е американска тийнейджърска комедия от 1987 г. на режисьора Крис Кълъмбъс (в режисьорския си дебют), по сценарий на Дейвид Симкинс, и участват Елизабет Шу, Кийт Кугън, Антъни Рап и Мая Брютън.